# Te mào

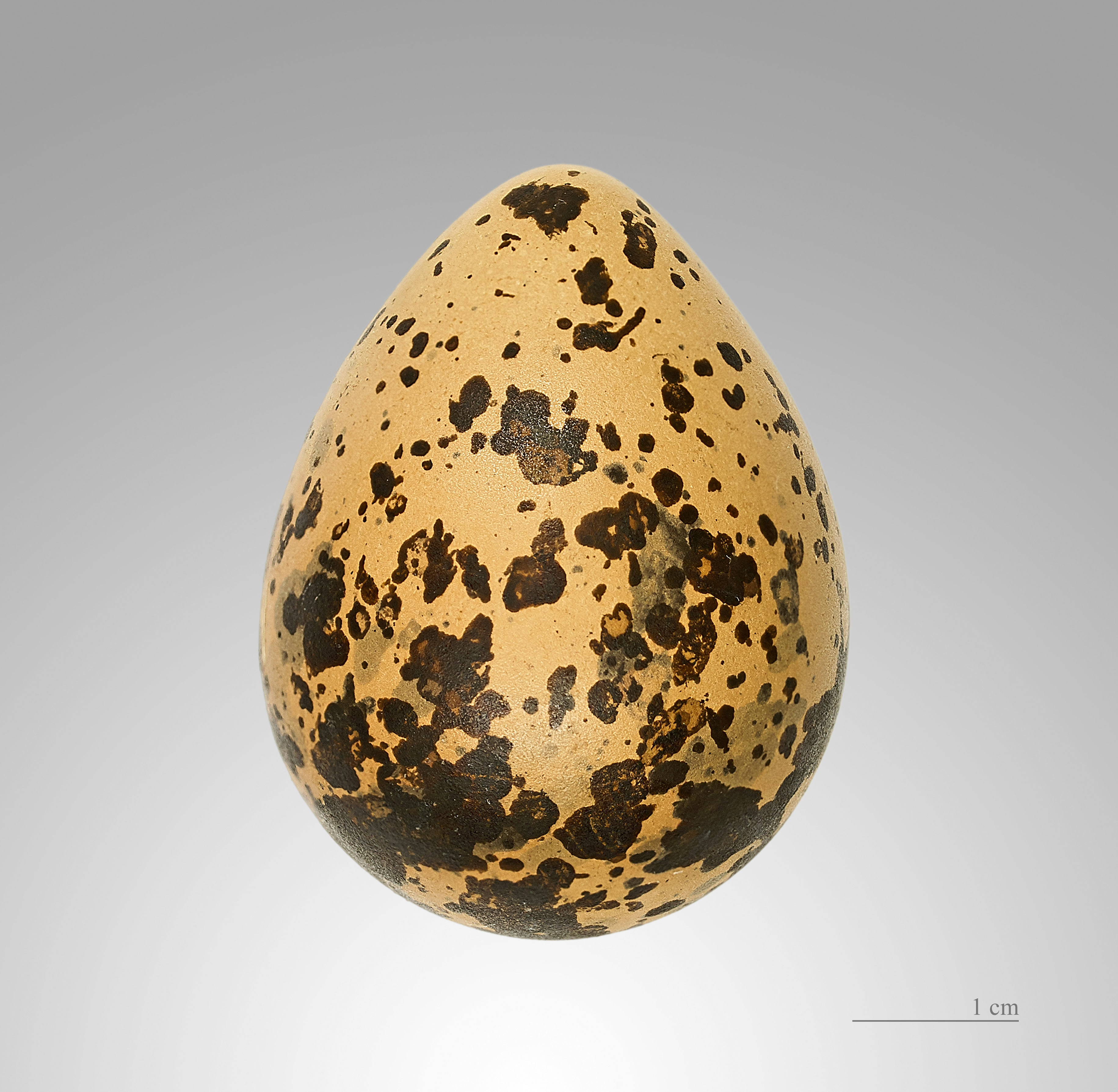
Vanellus vanellus

Vanellus vanellus là một loài chim trong họ Charadriidae.